# Cherbonnières
Cherbonnières ist eine französische Gemeinde mit 340 Einwohnern (Stand: 1. Januar 2022) im Département Charente-Maritime in der Region Nouvelle-Aquitaine (vor 2016: Poitou-Charentes); sie gehört zum Arrondissement Saint-Jean-d’Angély und zum Kanton Matha. Die Einwohner werden Cherbonnièrois und Cherbonnièroises genannt.

## Geographie
Cherbonnières liegt etwa 77 Kilometer ostsüdöstlich von La Rochelle in der Saintonge. Umgeben wird Cherbonnières von den Nachbargemeinden Aulnay im Norden, Villemorin im Norden und Nordosten, Loiré-sur-Nie im Osten, Gibourne im Südosten und Süden, Saint-Martin-de-Juillers im Süden, Saint-Pierre-de-Juillers im Südwesten sowie Paillé im Westen und Nordwesten.

## Bevölkerungsentwicklung
| Jahr                       | 1962 | 1968 | 1975 | 1982 | 1990 | 1999 | 2006 | 2019 |
| Einwohner                  | 558  | 472  | 440  | 388  | 375  | 349  | 340  | 331  |
| Quellen: Cassini und INSEE |      |      |      |      |      |      |      |      |

## Sehenswürdigkeiten
- Kirche Saint-Saturnin, früheres Priorat, Glocke seit 1908 als Monument historique klassifiziert

Siehe auch: Liste der Monuments historiques in Cherbonnières

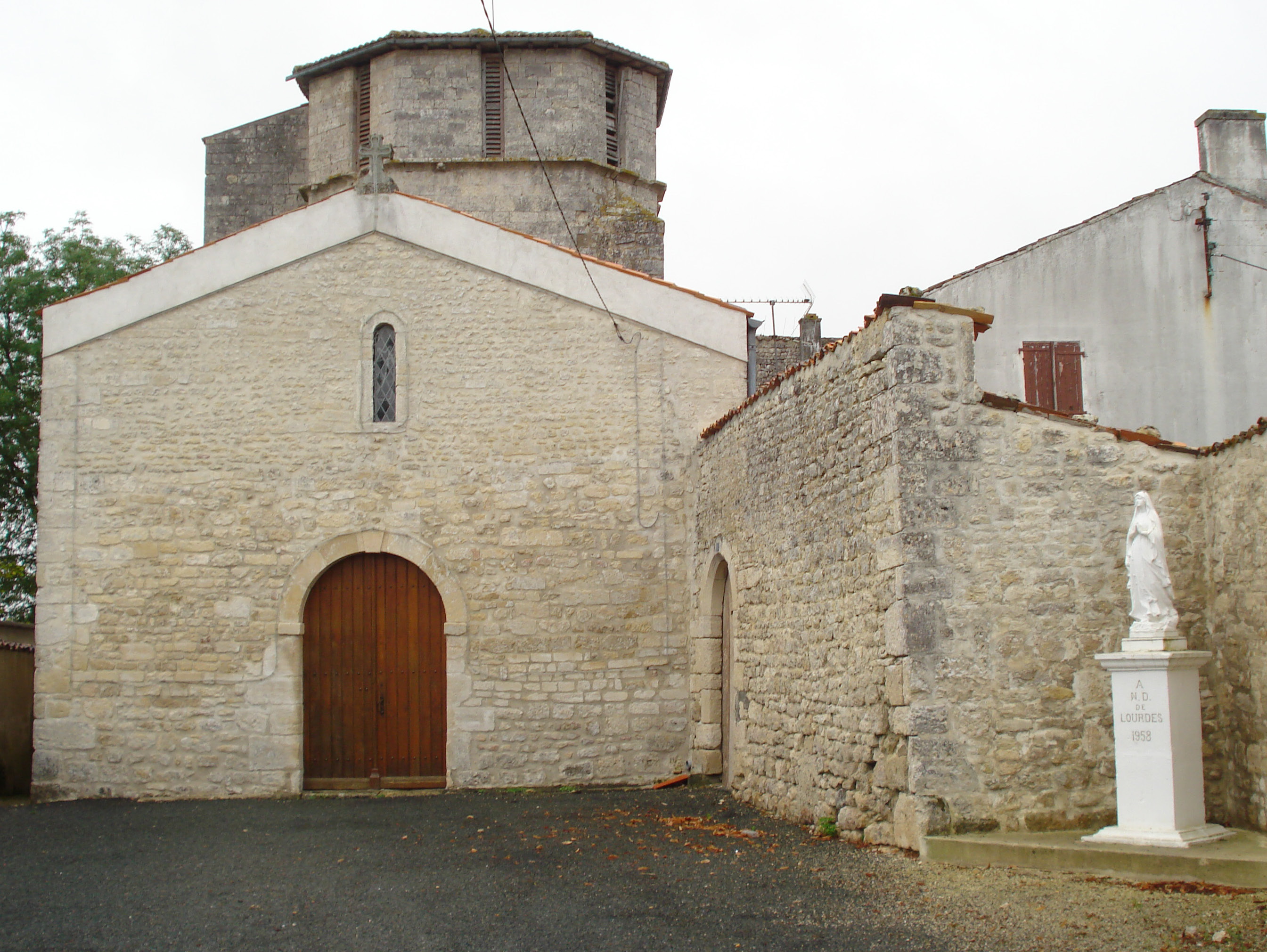
Kirche Saint-Saturnin